# نمل ضخم
النمل الضخم (الاسم العلمي: Titanomyrma)، جنس نمل منقرض من زمن ما قبل التاريخ. وصف أحدث أنواعه التي تم اكتشافها (T. lubei) في عام 2011، عندما عُثر على نملة ملكة مجنحة متحجرة عمرها 49.5 مليون عام، يُضاهي حجمها طائر الطنان، في ولاية وايومنغ بالولايات المتحدة الأمريكية. هذه المستحاثة هي المستحاثة الأولى لنمل الضخم موجودة في نصف الكرة الغربي.
يعتبر وجود النمل الضخم في أمريكا الشمالية إشارة إلى «أول حالة انتشار عبر المنطقة القطبية الشمالية من قبل مجموعة الحشرات المحبة للحرارة». الأنواع الأحفورية الأخرى من هذا الجنس، T. gigantea، هي أكبر الأنواع الأحفورية أو الموجودة من النمل الضخم في العالم.